# Randevú a Rámával
A Randevú a Rámával Arthur C. Clarke regénye, mely 1973-ban jelent meg. A történetet később három folytatás követte. Magyar nyelven 1981-ben jelent meg a Kozmosz Fantasztikus Könyvek sorozatban F. Nagy Piroska fordításában.

## Történet
|  | Alább a cselekmény részletei következnek! |

Miután 2077. szeptember 11-én egy meteorit becsapódott a Földbe, óriási katasztrófát okozva, az emberek létrehozzák az Űrvédelem nevű szervezetet. Célja minden égitest azonosítása a Naprendszerben. Rengeteg kisbolygót, üstököst kategorizálnak. A vizsgálatok során azonban találnak egy furcsa égi objektumot. A pontos megfigyelések szerint alakja egy teljesen szabályos, több kilométeres forgó henger.
Az expedícióra alkalmas egyetlen közelben tartózkodó Endeavour űrhajó landol a tárgy sima felszínén. Sikerül egy bejáratot találni, amelyen át belépnek a már Rámának elnevezett űreszköz belsejébe, mely nem más, mint egy hatalmas Bernal-henger
A henger forgásával mesterséges gravitációt kelt. Vizsgálódásaik közben fények gyulladnak ki, a befagyott tengerek kiolvadnak. Hamarosan élettel telik meg a henger. A látható lakók egyszerű műlények (biot), valószínűleg egy fejlettebb értelem tenyésztette ki őket adott célfeladatok ellátására. Az űrjármű belső felderítése azonban csak részleges sikert hoz és számos kérdés megválaszolhatatlan marad.
A merkúri telepesek gyanakvóak a jövevénnyel szemben és félelmükben – a bolygóközi tanács jóváhagyása nélkül – rakétalövedékkel megpróbálják megsemmisíteni a Rámát, de az expedícióban részt vevő egyik űrhajós hatástalanítja a bombát. Mikor a Ráma a Nap felé veszi az irányt, a felfedezők elhagyják a repülő világot. Az idegen űrhajó Nap-anyagot tankol, majd elhagyja a Naprendszert. Célja ismeretlen marad az emberek számára. Csak annyit tudnak meg, hogy a rámaiak vezérelve a triplicitás.
|  | Itt a vége a cselekmény részletezésének! |

## Kihatás
A Ráma űrhajó koncepciója később több pontban is megjelenik a Csillagkapu egyik spin-offjában, a Stargate Universe-ben, ahol egy maroknyi ember egy, a Földtől több százezer fényévnyire lévő, teljesen automatizált űrhajón találják magukat.
A Star Trek IV.-ben felbukkanó idegen, bálnanyelven kommunikáló szondát is ez inspirálta.
Voltak (például Avi Loeb asztrofizikus), akik felvetették, hogy az Oumuamua nevű, a tudományos többség véleménye szerint üstökös is földönkívüli jármű lehetett.

## Elismerések
- Hugo-díj a legjobb regény kategóriában - 1974
- Jupiter-díj a legjobb regény kategóriában - 1974
- Locus-díj a legjobb regény kategóriában - 1974
- Nebula-díj a legjobb regény kategóriában - 1973

## Megjelenések

### Angol nyelven
1. Rendezvous With Rama, Galaxy Science Fiction, Galaxy Publishing Corporation, 1973 szept., okt.[1]
2. Rendezvous With Rama, Gollancz, 1973[1]
3. Rendezvous With Rama, Harcourt Brace Jovanovich, 1973[1]

### Magyarul
1. Randevú a Rámával. Tudományos fantasztikus regény; ford. F. Nagy Piroska, utószó Kuczka Péter; Kozmosz Könyvek, Bp., 1981 (Kozmosz fantasztikus könyvek)
2. Randevú a Rámával, Ulpius-ház Könyvkiadó, Budapest, 2004, ford.: F. Nagy Piroska